# Estación de Praia do Ribatejo
La Estación Ferroviaria de Praia do Ribatejo, también conocida como Estación de Praia do Ribatejo - Constância, es una plataforma de la Línea de la Beira Baixa, que sirve a la localidad de Praia do Ribatejo, en el Distrito de Santarém, en Portugal.

## Características

### Localización y accesos
Esta plataforma tiene acceso por la Calle Comendador Manuel Vieira da Cruz, junto a la localidad de Praia do Ribatejo.

### Descripción física
En enero de 2011, contaba con tres vías de circulación, con 487, 408 y 572 metros de longitud; las plataformas tenían ambas 246 metros de extensión, y 45 centímetros de altura.

## Historia
La estación se encuentra en el tramo entre Santarém y Abrantes, abierto el 1 de julio de 1861, y que era considerado, en ese momento, como parte de la Línea del Este.